# François Kerlouégan
François Kerlouégan, né le 11 aout 1933 à Thury (Yonne) et mort le 22 novembre 2009 à Dijon, est un onomasticien, linguiste enseignant chercheur à l'université de Franche-Comté. Il est l'auteur d'articles et ouvrages.

## Biographie
François Kerlouégan est né le 11 aout 1933 à Thury dans l'Yonne. Il devient élève de l'École normale supérieure (Paris), avant d'être agrégée de grammaire. Il entreprend, puis après quelques années soutien, une thèse sur saint Gildas. Après avoir enseigné la philologie il se dirige vers l'Onomastique.
François Kerlouégan meurt le 22 novembre 2009 au petit village de Couchey dans la Côte-d'Or. Ses obsèques ont lieu le 25 dans l'église Saint-Germain.

## Publications

### Articles et ouvrages personnels
- Le de excidio Britanniae de Gildas / Les destinées de la culture latine dans l'île de Bretagne au VIe siècle, Paris, Sobonne, 1987, 225 p. (ISBN 9782859440640, lire en ligne).
- « Un indice de relations entre les abbayes de Redon et de Landévennec à la fin du IXe siècle ? » (Fait partie d'un numéro thématique : Mélanges Pierre Lévêque. Tome 1 : Religion), Collection de l'Institut des Sciences et Techniques de l'Antiquité, vol. Année 1988, no 367,‎ 1988, p. 179-182 (lire en ligne).
- Mélanges François Kerlouégan, Presses Univ. Franche-Comté, 1994, 701 p. (ISBN 9782251605159, lire en ligne).
- « La Vita Pauli Aureliani d'Uurmonoc de Landévennec », dans Bernard Tanguy (dir.), Sur les pas de Paul Aurélien : Colloque international Saint-Pol-de-Léon, Brest/Quimper, Centre de recherche bretonne et celtique/Société d'archéologie du Finistère, 1997 (ISBN 2-906790-02-8), p. 55-65.

### Ouvrages et articles collectifs
- Olivier Bara (dir.) et François Kerlouégan, George Sand comique, Grenoble, UGA Éditions, coll. « Bibliothèque stendhalienne et romantique », 2020, 384 p. (ISBN 9782377471829, lire en ligne).
- Bernard Tanguy (dir.), Tanguy Daniel, Patrick Galliou, Sean McGrail, Alan Lane et François Kerlouégan (photogr. J. Feutren), Sur les pas de Paul Aurélien : Colloque international Saint-Pol-de-Léon organisé par le Centre de recherche bretonne et celtique de l'université de Bretagne occidentale (Actes réunis et publiés par Bernard Tanguy et Tanguy Daniel), Brest/Quimper, Centre de rechreche bretonne et celtique/Société d'archéologie du Finistère, 1997 (ISBN 2-906790-02-8, lire en ligne [PDF]).